# Rue Camille-Crespin-du-Gast
La rue Camille-Crespin-du-Gast est une voie située dans le quartier Saint-Ambroise du 11e arrondissement de Paris, en France.

## Situation et accès
La rue Camille-Crespin-du-Gast commence 148, rue Oberkampf et finit 21, passage de Ménilmontant.
Elle est desservie par la ligne 2 à la station Ménilmontant.

## Origine du nom
Elle porte le nom de Camille Crespin du Gast, une pilote automobile française.

## Historique
La voie est ouverte en 1884 sous le nom de rue Crespin, du nom de l'homme d'affaires Jacques François Crespin, propriétaire du terrain. Par arrêté du 24 mars 1928, elle prend le nom de rue Crespin du Gast, en l'honneur de sa belle-fille, Camille Crespin du Gast, qui y avait ouvert dispensaire pour femmes enceintes et jeunes accouchées.  
À la suite de l'adoption le 25 janvier 2022 d'un vœu du conseil municipal du 11e arrondissement de Paris dans le cadre de la « féminisation de l'espace public de l’arrondissement », la dénomination est complétée en rue Camille Crespin-du-Gast par vote du Conseil de Paris le 23 mars 2022.

## Bâtiments remarquables et lieux de mémoire
- no 5 : le musée privé Édith-Piaf[5].
- no 15 : la résidence de réinsertion Catherine Booth, bâtiment Art Déco.